# Feliks Toczyski
Feliks Toczyski (ur. 25 maja 1767, zm. 29 sierpnia 1845 w Jasieńcu) – kanonik katedralny warszawski, dziekan grójecki, proboszcz parafii jasienieckiej, kawaler orderu Św. Stanisława trzeciej klasy.

## Życiorys
Wyświęcenia kapłańskie otrzymał w 1791. Pięć lat później, w wieku 29 lat, został proboszczem parafii św. Rocha w Jasieńcu. Funkcję tę pełnił do końca życia, przez 49 lat. Po jego śmieci stanowisko to objął Ezechiel Wasiłowski. Od 1799 był dziekanem grójeckim, a od 1801 także kanonikiem katedralnym warszawskim. Otrzymał order Św. Stanisława trzeciej klasy (nadawany w latach 1815–1830).
Zmarł o godzinie drugiej w nocy, w wieku 78 lat. Zgodnie z jego wolą pochowano go przy wielkich drzwiach, przy progu kościoła jasienieckiego na terenie tamtejszego cmentarza. Epitafium księdza zostało umieszczone na frontonie tejże świątyni po lewej stronie.